# ويليام
ويليام هو لاعب كرة قدم ومدرب كرة قدم برازيلي في مركز الدفاع، ولد في 27 ديسمبر 1967 في ريو دي جانيرو في البرازيل. لعب مع بوتافوغو ريغاتاس وسيلتا فيغو وفيتوريا دي غيماريش ونادي باستيا ونادي بنفيكا ونادي كومبوستيلا وناسيونال ماديرا.

## وصلات خارجية
- ويليام على موقع قاعدة بيانات كرة القدم.إي يو (الإنجليزية)
- ويليام على موقع عالم كرة القدم.نت (الإنجليزية)